# Kormidelník Vlnovský
Kormidelník Vlnovský (1841, Masterman Ready, or the Wreck of the Pacific) je nejznámější dobrodružný román anglického spisovatele Fredericka Marryata.
K napsání dobrodružného příběhu mořských trosečníků inspirovala Marryata kniha Švýcarský Robinson od Johanna Davida Wysse. První česká verze pochází již z roku 1846 a vznikla jako adaptace německého zpracování z roku 1843 s názvem Sigismund Rüstig. Jak bylo tehdy zvykem, autor české adaptace Josef Václav Zimmermann jména hrdinů počeštil a knihu nazval Miloslaw Wlnowský, Bremský kormidelník. České jméno hlavního hrdiny se v Česku tak vžilo, že je pod ním román vydáván dodnes a překladatelé používají i česká jména dalších postav knihy:
- Masterman Ready – kormidelník Miloslav Vlnovský,
- Captain Osborn – kapitán Lanovský,
- MacKintosh – Nevrlý, první kormidelník,
- Mr. Seagrave – Rolemil, otec rodiny,
- William – Vilím, syn,
- Thomas – Tomášek, syn,
- Albert – Vojtěch, syn,
- Caroline – Karlička, dcera,
- Juno – Jitka, černošská chůva.

Kniha je klasickou robinzonádou. Marryat v ní vypráví příběh rodiny váženého pana Rolemila se čtyřmi dětmi a černou chůvou, která se plaví na obchodní lodi Pokojný (v originále Pacific) z Evropy do Austrálie. V bouři v Indickém oceánu je loď poškozena a zbavena stěžňů, posádka vrak opustí a rodinu ponechá na palubě. Jediný, kdo na potápějící se lodi kromě nich zůstane, je starý námořník Vlnovský, vzor věrnosti, čestnosti, moudrosti a laskavosti. Ten dokormidluje s lodí k neobydlenému korálovému ostrovu a zde použije všech svých dlouholetých zkušeností a svého důmyslu k tomu, aby s pomocí dospělých členů Rolemilovy rodiny zařídil trosečníkům bezpečný a příjemný pobyt na ostrově. V posledních chvílích před připlutím záchranné lodi obětuje starý námořník i svůj život v boji proti útočícím domorodcům, kteří sem připluli ze sousedních ostrovů.

## Česká vydání
- Miloslaw Wlnowský, Bremský kormidelník, Synové Bohumila Haase, Praha 1846, českou adaptaci německého překladu provedl Josef Václav Zimmermann, znovu pod názvem Bremský kormidelník Miloslav Vlnovský aneb Ztroskotání korábu Pacific Bedřich Stýblo, Praha 1880 1901 a 1919. Dostupné online.
- Kormidelník Vlnovský aneb záhuba lodi Pokojný, Melantrich, Praha 1942, přeložil Alois Machovec, znovu 1945,
- Miloslav Vlnovský, B. Stýblo, Praha 1948, adaptaci Josefa Václava Zimmermanna nově upravil Jaroslav Janouch,
- Ztroskotání Pacificu aneb Kormidelník Wlnovský, Nakladatelství Vyšehrad, Praha 1948, převyprávěl Bedřich Fučík pod pseudonymem Václav Horák.
- Kormidelník Vlnovský, SNDK, Praha 1955, přeložil Alois Machovec,
- Kormidelník Vlnovský, Západočeské nakladatelství, Plzeň 1970, převyprávěl Josef Pavlík,
- Ztroskotání Pacifiku aneb Kormidelník Wlnovský, Růže, České Budějovice 1970, převyprávěl Bedřich Fučík pod pseudonymem Václav Horák (úprava vydání z roku 1948).
- Strýček námořník, Albatros,, Praha 2018, převyprávěl František Novotný.